# 薇拉·甘贾
薇拉·阿纳托利耶芙娜·甘贾（羅馬化：Vera Anatol'yevna Ganzya；1959年4月28日—）是俄罗斯政治人物，第六届和第七届国家杜马议员。
1986年，甘贾毕业于新西伯利亚国立师范学院。2004年3月，她担任巴拉宾斯克第92中学校长。2005年，她担任新西伯利亚州立法议会议员。2014年，国家杜马议员阿纳托利·洛科季因当选新西伯利亚市长而提前离任，甘贾则接替空缺的职位成为第六届国家杜马议员。2016年，洛科季再次被共产党提名担任第七届国家杜马议员，然而他拒绝了该提名并将职务让位于甘贾。
在担任第六届和第七届国家杜马代表期间（2011年至2019年），甘贾与他人共同起草了85项立法倡议和联邦法律草案修正案。
2021年，甘贾宣布退出政坛。